# Caffamacherreihe

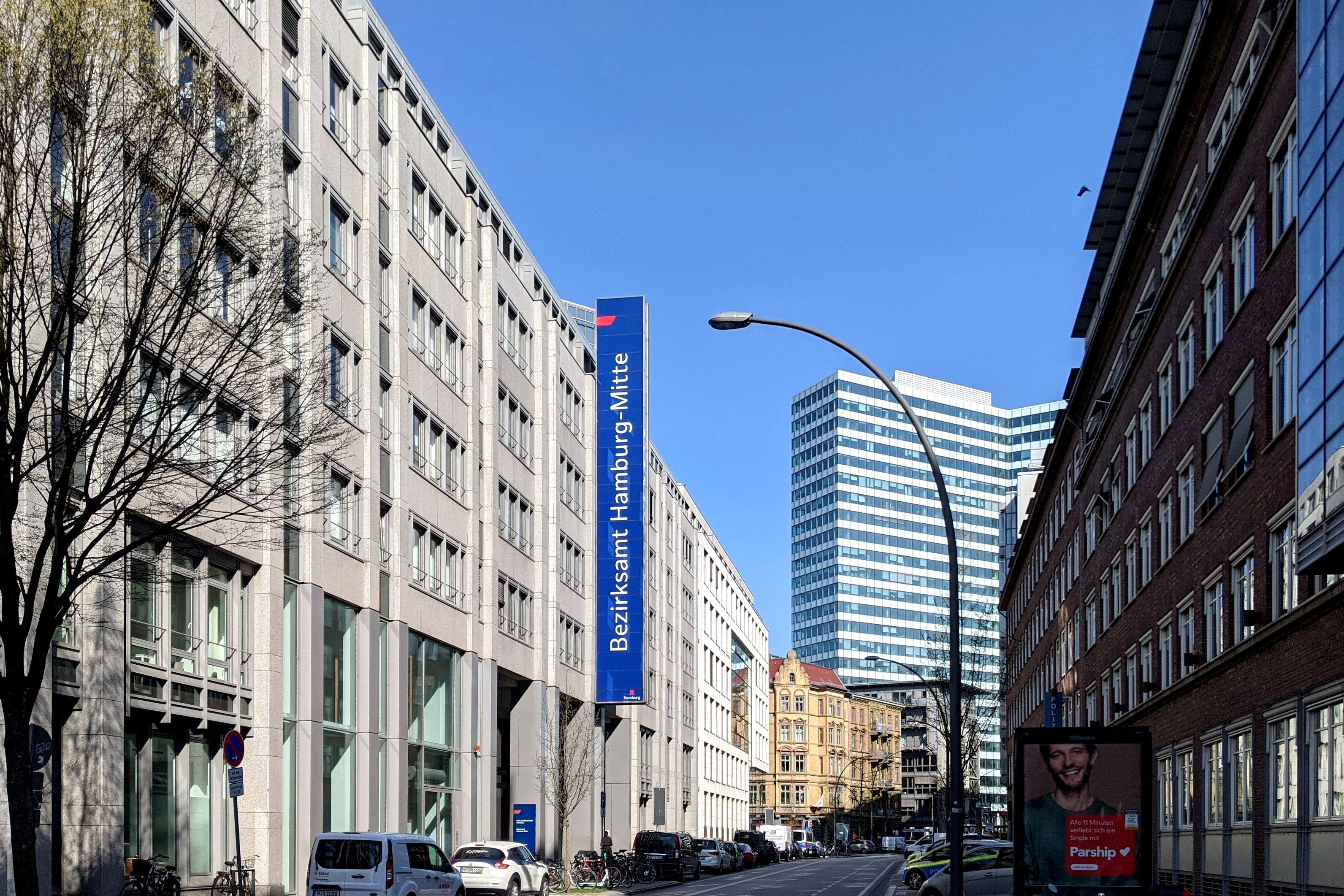
Caffamacherreihe Richtung Valentinskamp, links das Bezirksamt Hamburg-Mitte, im Hintergrund das Emporio-Hochhaus

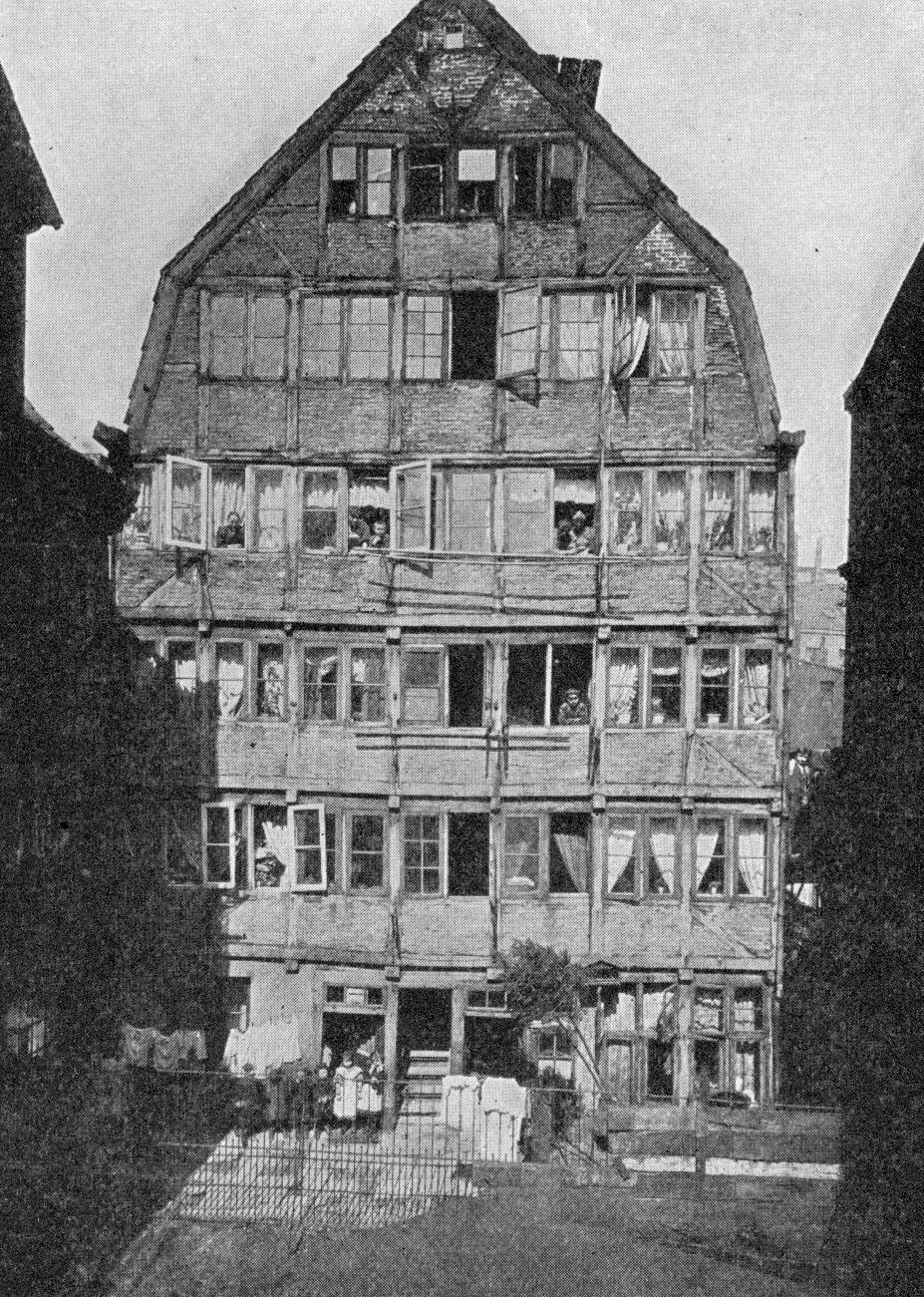
Caffamacherreihe, Ecke Speckplatz, Geburtshaus Johannes Brahms’, 1891

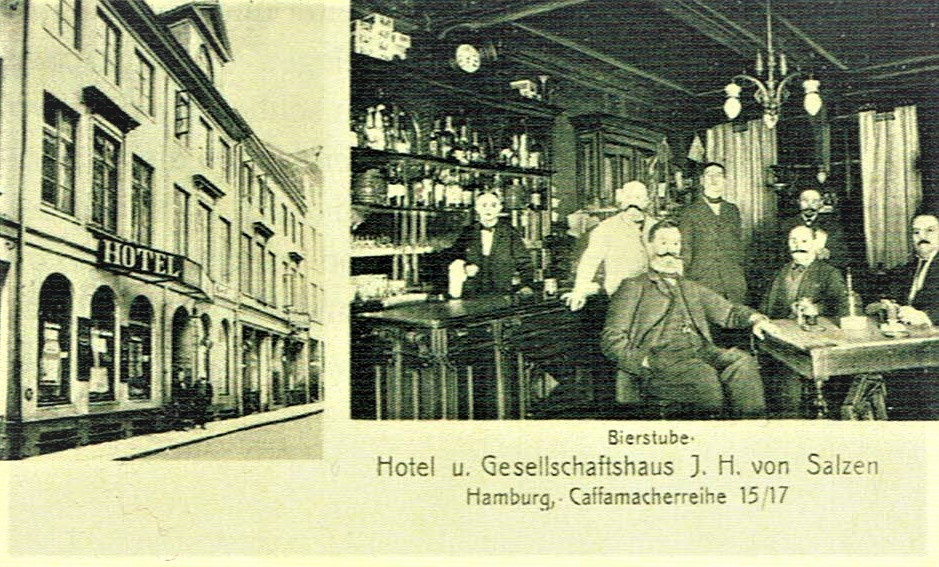
Caffamacherreihe 15, Hotel und Gesellschaftshaus von J.H. von Salzen um 1910

Die Caffamacherreihe ist eine Straße in der Hamburger Neustadt zwischen ABC-Straße und Dammtorwall. Sie wurde benannt nach den Caffamachern, eine seit dem 17. Jahrhundert vor allem im norddeutschen Raum geläufige Berufsbezeichnung für Weber, die einen geblümten Samt, den Caffa bzw. Kaffa herstellten. Sie war Teil eines verzweigten Geländes am damaligen nördlichen Rand der Stadt, das am Anfang des 17. Jahrhunderts durch den Bau der Wallanlagen in das Stadtgebiet einbezogen wurde. Von 1612 bis 1630 bebaute man dieses Gebiet zwischen Fuhlentwiete und Valentinskamp, anschließend bis zum Dammtorwall, eng mit Fachwerkhäusern; es entstand ein Gewirr von schmalen Gängen, Wegen und Hinterhöfen, das als Gängeviertel bekannt wurde. 1618 benannte man den Weg nach der Vielzahl dort ansässiger Handwerker Kaffamacher-Reege. Auch im Jahr 1787 werden noch die hier wohnenden Samt- und Seidentuchweber erwähnt. 1906 gab es in der Straße mehr als sechzehn Wirtschaften und Restaurants. Seit Jahrzehnten existierte in Haus Nr. 15 das große Lokal von Salzen, das schon Ende der 1870er Jahre dem Hamburger Senat als Treffpunkt der Sozialdemokraten bekannt war.
In der zweiten Hälfte des 20. Jahrhunderts riss man den größten Teil dieses letzten Hamburger Gängeviertels ab, verbreiterte die Straße und überbaute das Gelände mit Büro- und Geschäftshäusern, davon ist das prägnanteste das heutige Emporio-Hochhaus (ehemals Unileverhaus, erbaut 1958) an der Ecke Valentinskamp, aber auch die Axel-Springer-Passage (1997) im südlichen Teil und der Komplex der Justizbehörde zum Dammtorwall (1980/1982) hin. Erhalten blieben die spätgründerzeitlichen Etagenhäuser Caffamacherreihe 37–39 und 43–49 und die dahinterliegende Gängebebauung aus dem 18. Jahrhundert zwischen Valentinskamp und Speckstraße. Der bereits geplante Abriss wurde im Jahr 2009 durch die Hausbesetzung der Künstlerinitiative Komm in die Gänge verhindert.
An der Caffamacherreihe, Ecke Speckplatz, heute Speckstraße, stand das Geburtshaus des Komponisten Johannes Brahms (1833–1897), das 1943 während der Bombenangriffe im Zweiten Weltkrieg zerstört wurde.